# アグスティン・リオネル・アリオーネ
アグスティン・リオネル・アリオーネ（Agustín Lionel Allione、1994年10月28日 - ）は、アルゼンチン・サンタフェ州出身のサッカー選手。カンピオナート・ブラジレイロ・セリエA・SEパルメイラス所属。ポジションはミッドフィールダー。

## 経歴

### クラブ
2014年、SEパルメイラスへ移籍した。